# 毛里齐奥·加尔拜尔
毛里齐奥·加尔拜尔（威尼斯语：Maurizio Galbaio），是第七任威尼斯总督。加尔拜尔是亲拜占庭派，反对国内支持查理曼和伦巴第王国以及支持独立的派别。他得到拜占庭授予的Hypatos和magister militum称号。在得到拜占庭皇帝列奥四世支持后，他立儿子乔凡尼·加尔拜尔为继承人。